# Kürenzer Schlösschen
Das Kürenzer Schlösschen ist ein ehemaliger Gutshof in Trier im Stadtteil Kürenz. 

## Geschichte
Das Schlösschen wurde 1810 vom Präfekten des Saardepartements Alexandre François Bruneteau de Sainte Suzanne unter Einbeziehung älterer Bausubstanz errichtet. Der Präfekt wohnte dort bis 1814. 1887 wurde ein Turm im Stil der Neorenaissance angebaut. Zum Komplex gehören auch der Landschaftsgarten mit seinem alten Baumbestand, eine Orangerie und ein Teehaus sowie die erhaltenen Teile der Ummauerung. Mitte des 19. Jahrhunderts war der bedeutende Historiker und Bauforscher Ferdinand de Roisin (1805–1876) Bewohner, gefolgt von einem Zweig der luxemburgischen Industriellenfamilie Servais. Von 1932 bis 1950 gehörte der Trierer Gartenbaudirektor Gottfried Rettig (1902–1986) zu den Bewohnern. Der Niedergang des Baugewerbes setzte in der Nachkriegszeit ein, als die Stadt quartierte daraufhin die Einquartierung obdachloser Familien in das Anwesen, das sie zuvor, samt Park, im Jahr 1955 für 95.000 Mark erworben hatte. Nichtsdestotrotz verfiel das Anwesen zunehmend. Im Jahr 1966 wurden der linke Teil des Schlösschens sowie die ebenfalls baufälligen Stallungen auf der rechten Seite abgerissen, was zwei Drittel der historischen Bausubstanz entsprach. Das verbliebene Drittel wurde 1977 in Privatbesitz überführt. In den Jahren 1995 bis 2000 wurde das Anwesen von Axel Haas einer umfassenden Erneuerung und Ergänzung unterzogen. Im Jahr 2016 wurde das Anwesen von Haas an eine Unternehmerfamilie aus einem kleinen Dorf im Landkreis Trier-Saarburg veräußert.

## Beschreibung
Der Schlosspark Kürenz umrahmt das 1715 Quadratmeter große Grundstück des Kürenzer Schlösschen. Die Wohn- und Nutzfläche beträgt 550 Quadratmeter, wovon das Haupthaus ca. 355 Quadratmeter ausmacht. Zusätzlich gibt es ein kleines Gästehaus mit Schlafzimmer, kleiner Küche und Wohn-/Essbereich. Das Schlösschen ist ein kubischer Mansardwalmdachbau. 

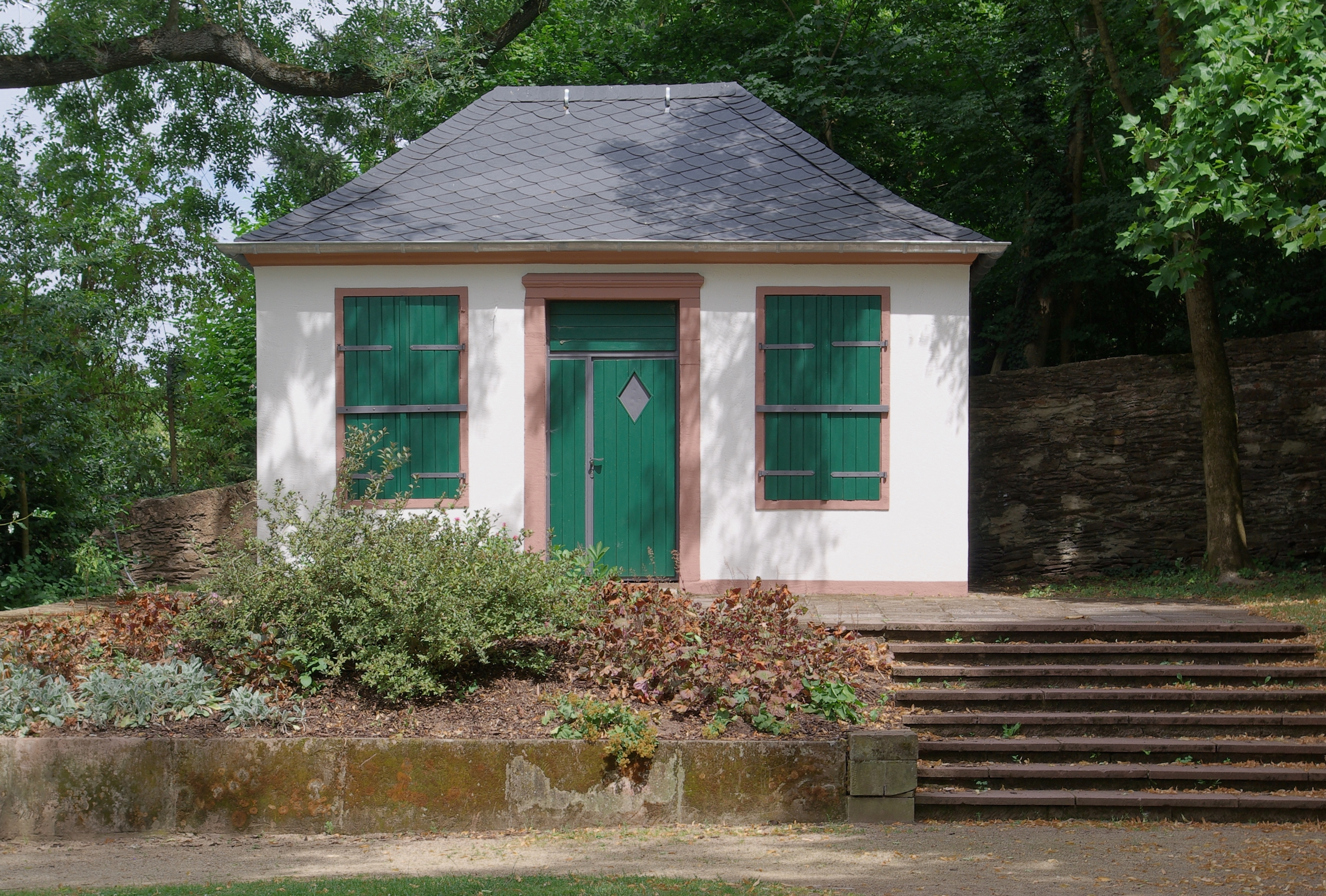
Das Teehaus an der Nordseite des Parks